# نوتانیکس
نوتانیکس (انگلیسی: Nutanix) شرکت فناوری اطلاعات آمریکایی است، که در سال ۲۰۰۹ تأسیس شد.